# Free/Libre and Open Source Software
 Der er for få eller ingen kildehenvisninger i denne artikel, hvilket er et problem. Du kan hjælpe ved at angive troværdige kilder til de påstande, som fremføres i artiklen.

FOSS (også kendt som FLOSS og F/LOSS) er et akronym for Free((/)Libre) and Open Source Software og kan oversættes til "fri og åben-kildekode software".
Det henviser til den samlede mængde af computerprogrammer, der er licenseret under licenser, der giver brugeren ret til at se, anvende, modificere samt videredistribuere kildekoden. 
Betegnelsen bruges ofte for at holde sig neutral i forhold til den uenighed, der eksisterer mellem de mere ideologiske softwareudviklere med Richard M. Stallman i spidsen for Free Software Foundation (FSF), og de mindre ideologiske med Bruce Perens i spidsen for Open Source Initiative (OSI).
Den væsentlige forskel mellem de to lejre består af en uenighed i hvorledes man bør forvalte ansvar under afledte værker af fri software. Forskellene kan betegnes således:
- a) Den sociale model, Copyleft: friheden til at bruge softwaren (og den dermed følgende kildekode) til hvilket som helst formål. Dog må man ikke fornægte andre de friheder man selv har fået. Den anbefales af Richard Stallman og Free Software Foundation.
- b) Den liberale model, fri software: Den totale frihed, inklusive at fornægte andre de friheder man selv har fået, såsom adgang til kildekoden. Den støttes af BSD- og MIT-licenserne og har traditionelt været brugt i akademiske sammenhænge, til at formidle ren viden (og støttes til dette specifikke formål af FSF.)

FSF og Richard M. Stallman mener at denne forskel er væsentlig, mens OSI of Bruce Perens mener den er uvæsentlig.
OSI er en organisation som godkender licenser der omfatter begge modeller. De har to godkendte licenser som FSF opfatter som ikke-frie licenser. Ligeledes er der licenser som FSF, men ikke OSI, har godkendt som frie licenser – f.eks. den oprindelige BSD-licens med reklame-klausulen og WTFPL.
Forskellen mellem de to er af etisk karakter; FSF fremhæver frihed (til at køre programmet til et hvert formål; studere, hvordan programmet virker og forandre det til dine behov; redistribuere kopier, så du kan hjælpe din nabo; og forbedre et program og udgive dine forbedringer til offentligheden, så hele samfundet har gavn af det; adgang til kildekode er en forudsætning for dette) som det vigtigste aspekt og at man bør have fuld kontrol over den software der eksekveres på sin computer, hvorfor de mener at alt software bør være frit. OSI's formål er at udbrede en udviklingsmodel med åben kildekode til forretningsområdet, hvor FSF mener at OSI er gået på kompromis med det etiske aspekt, ved ikke at italesætte friheden og de sociale aspekter, men dysse det ned for at tiltrække erhvervslivet. FSF ønsker den maksimale fælles frihed (under social ansvarlighed) indenfor software, hvorfor de går ind for licenser, der ikke tillader kildekode at blive brugt i proprietær software. Dette koncept kaldes for Copyleft. Alt copylefted software er fri software, men ikke alt fri software er copylefted. Eksempler på software licenser der er frie, men ikke copylefted inkluderer BSD-licenserne og MIT-licensen. Frie ikke-copyleft licenser tillader at kode licenseret under dem kan inkluderes i proprietær software uden at skulle åbne kildekoden for andre. Selvom der er store ideologiske forskelle på FSF's og OSI's idéer er der i praksis meget lille forskel på fri software og open source. Den reelle forskel består primært i hvordan hhv. fri software og open source markedsføres.